# Rhodopis
Rhodopis es un género de plantas con flores con seis especies perteneciente a la familia Fabaceae.

## Especies
- Rhodopis lowdenii Judd
- Rhodopis okinawensis Matsushita, 1933
- Rhodopis planisiliqua (L.)Urb.
- Rhodopis pubera Thomson, 1857
- Rhodopis tubericollis Breuning, 1943